# مولگراو-ا-دری، کبک
مولگراو-ا-دری (به فرانسوی: Mulgrave-et-Derry) شهری در منطقه شهری پاپینو ناحیه اوتاوه در استان کبک کانادا است. در سرشماری سال ۲۰۱۱ این شهر ۲۶۲ نفر جمعیت داشته‌است و مساحت آن ۲۹۷٫۷۴ کیلومتر مربع است.